# Bimota SB1
La Bimota SB1 es una motocicleta de competición creada por la compañía italiana Bimota, empleando un motor Suzuki.

## Características
La SB1 es una motocicleta con un chasis multitubular de acero, equipada con un motor de dos cilindros en paralelo, de dos tiempos, con refrigeración líquida. El motor se trataba del empleado en la Suzuki T500, refrigerado por aire y que originalmente entregaba unos modestos 47 CV, pero se reemplazó el bloque de cilindros, se añadió refrigeración líquida y se modificó la distribución.

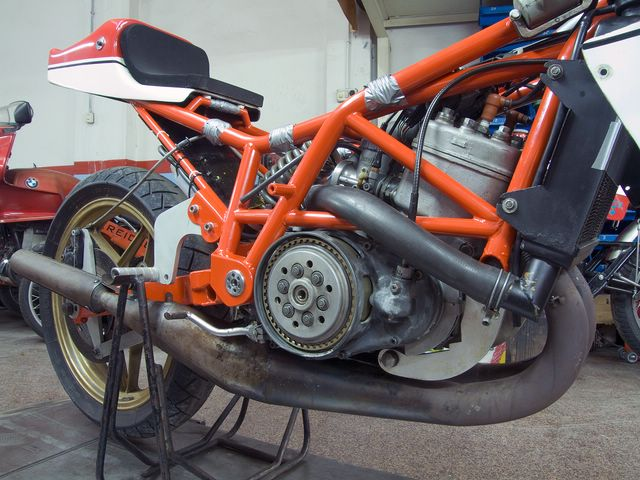
Detalle del motor y chasis multitubular.

Del mismo modo, se reemplazaron también los carburadores originales de 32 mm por otros de 38 mm, consiguiendo incrementar muy  notablemente la potencia, alcanzando los 83 CV. Para aumentar el rendimiento, se sustituyó el cambio de cinco marchas del modelo T500 por uno de seis marchas, más apropiado para la competición.
El chasis está realizado con tubos de acero al cromo-molibdeno, de ancha sección pero reducido espesor, soldados siguiendo un esquema triangular para formar una estructura de alta resistencia y reducido peso, que se queda en 8,3 kg. Para el basculante se empleó duraluminio, y su peso es de tan sólo 4 kg.
Para evitar reacciones parásitas en aceleraciones o frenadas, el basculante está unido al chasis de un modo coaxial al piñón de salida del motor, con lo que se consigue que ambos piñones de la cadena se mantengan siempre a la misma distancia, sin verse ésta modificada por la extensión o compresión del amortiguador trasero.
La búsqueda de ligereza se hace patente en elementos como las estriberas, mecanizadas a partir de una única pieza de magnesio. La horquilla delantera pesaba tan sólo 3,9 kg, y junto a un carenado realizado en fibra de vidrio, se conseguía alcanzar un peso final de 121 kg.
Se fabricaron un total de 50 unidades de la Bimota SB1.